# Stockholms panteon

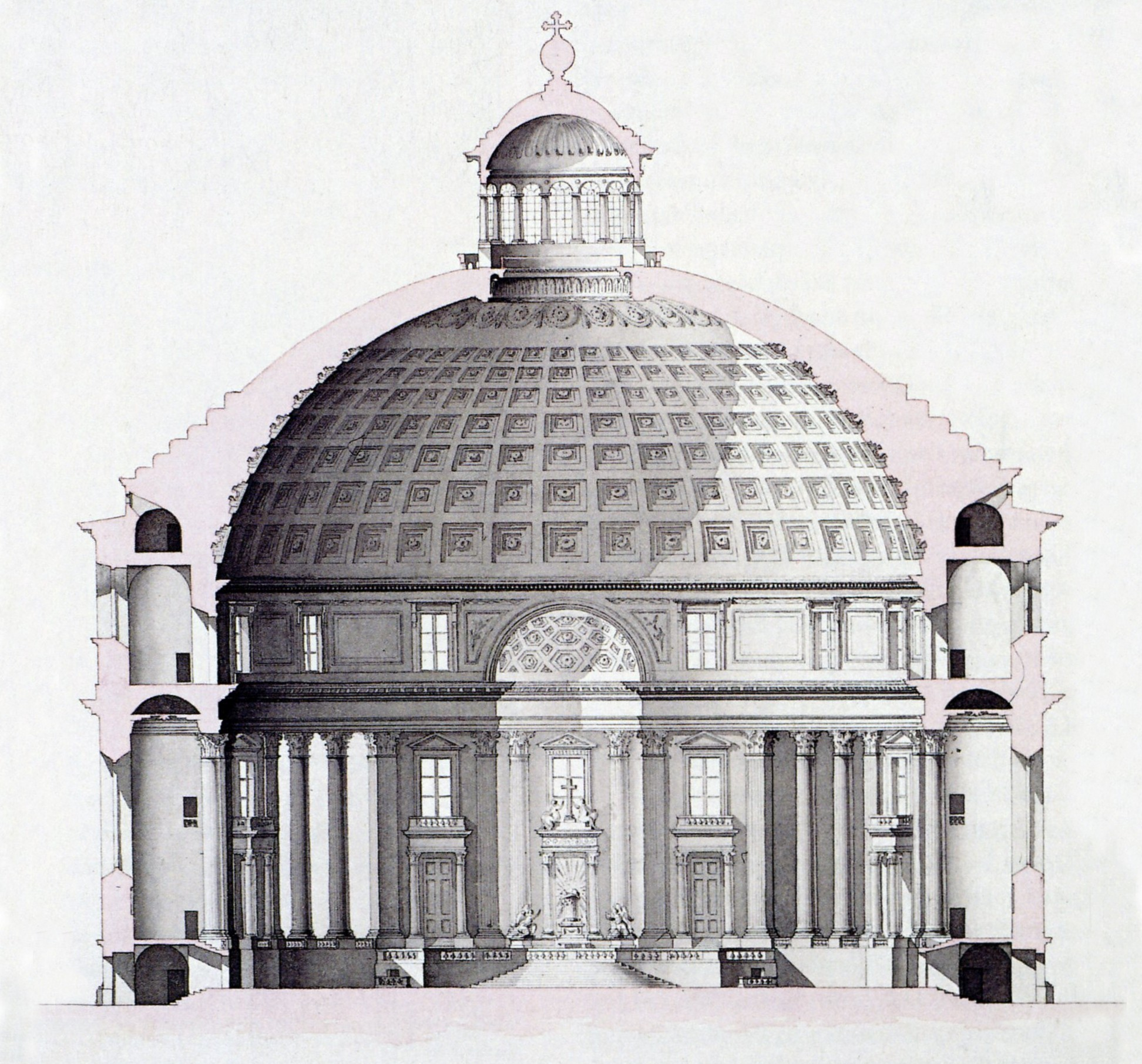
Förslag till Stockholms panteon, sektionsritning av Eric Palmstedt 1791.

Stockholms panteon var ett ofullbordat byggnadsprojekt som ritades 1791 av arkitekt Erik Palmstedt på uppdrag av Gustav III. Kungen ville ha en ny "värdigare" kunglig begravningskyrka. I ett av placeringsalternativen skulle byggnaden ersätta Riddarholmskyrkan.
I Gustav III:s visioner om nya monumentalbyggnader kring Stockholms slott fanns även planer att området från Skeppsbron till Munkbron skulle bli en enda stor kungsplats. Till slottsområdets större projekt hörde Stockholms panteon. Det blev Erik Palmstedts sista stora kungliga uppdrag. Han skulle rita, kostnadsberäkna och förbereda utförandet. I maj 1791 presenterade Palmstedt sitt projekt till ny kunglig begravningskyrka. Ritningarna visade en enorm rotunda med kupoltak, krönt av en lanternin, i princip en nyantik replik av Roms Pantheon. Byggtiden för ett "värdigare kungligt vilorum" hade han beräknat till tio år. Sparreska palatset och Riddarholmskyrkan skulle rivas, under tiden kunde Storkyrkan användas för att sedan "jämväl vara nedtagen" (i Gustav III:s planer ingick även en ny Storkyrka på annan plats).
Palmstedt utarbetade även noggranna ritningar för alternativa placeringar av Stockholms panteon. På Jonas Brolins Stockholmskarta från 1771 hade Palmstedt eller möjligen Louis Jean Desprez märkt ut ytterligare fyra alternativa panteonplatser. Ett av placeringsalternativen var norr om Gustaf Adolfs torg, ett annat på platsen för Ryningska palatset (mittemot Riddarhuset), ett tredje i kvarteret Bootes vid Skeppsbron och ett i kvarteret Europa på Stora Bollhusets tomt vid Slottsbacken. Palmstedt förespråkade dock att Stockholms panteon skulle byggas på Riddarholmskyrkans plats, inte minst eftersom den nedrivna kyrkan kunde bidra med gratis byggnadsmaterial.
Ett knappt år senare skedde mordet på Gustav III och kungens många byggprojekt avbröts. På sin dödsbädd försökte kungen förmå sin bror hertig Karl att fullfölja planerna. Det enda han genomförde var att besluta rivningen av Stora Bollhuset.